# Mighty River
"Mighty River" é uma canção de 2017 interpretada por Mary J. Blige e composta por Blige, Raphael Saadiq e Taura Stinson para a trilha sonora do filme Mudbound, dirigido por Dee Rees. Foi indicada ao Oscar de melhor canção original na edição de 2018.

## Prêmios e indicações
| Prêmio        | Categoria              | Resultado | Ref(s) |
| ------------- | ---------------------- | --------- | ------ |
| Oscar         | Melhor canção original | Indicado  | [ 1 ]  |
| Globo de Ouro | Melhor canção original | Indicado  | [ 2 ]  |